# Espaçonave não tripulada

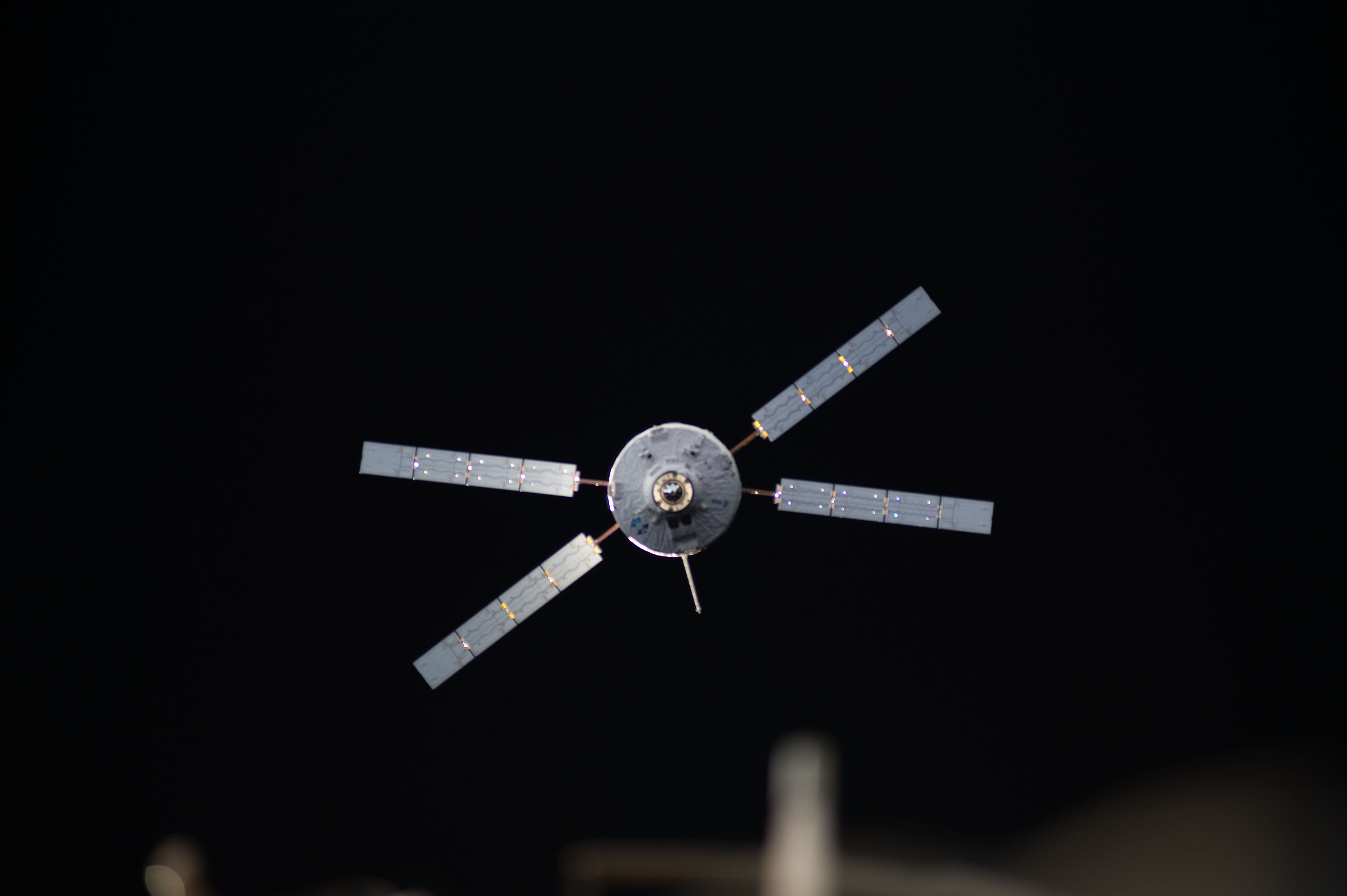
O ATV-2 Johannes Kepler se aproxima da ISS.

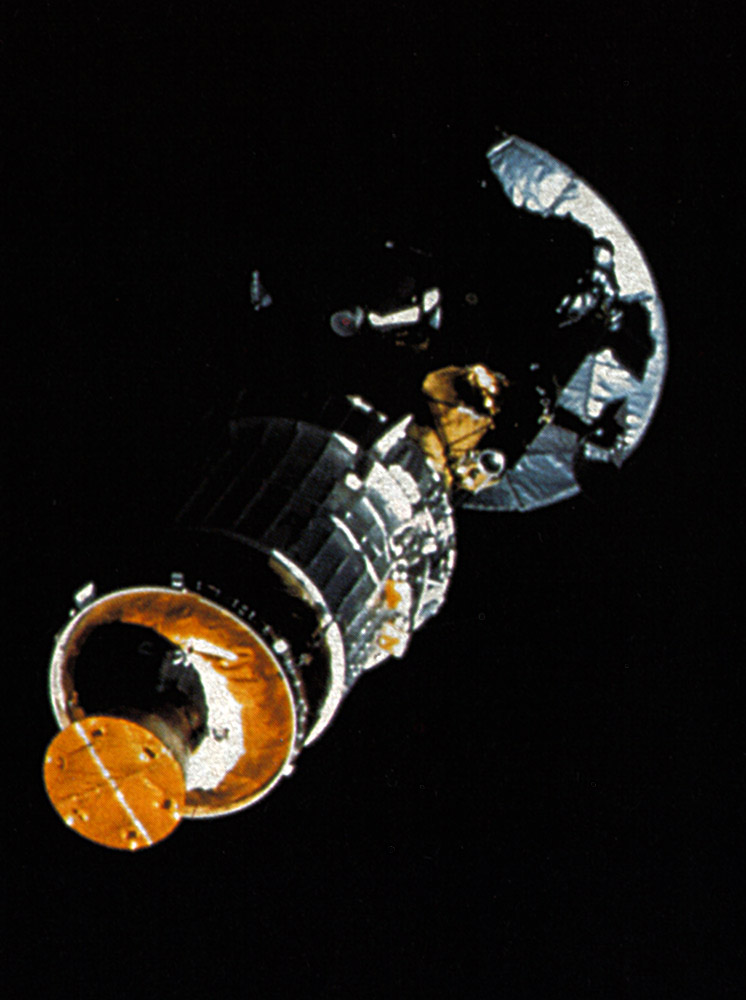
A sonda espacial Galileu, antes de partir da órbita terrestre em 1989.

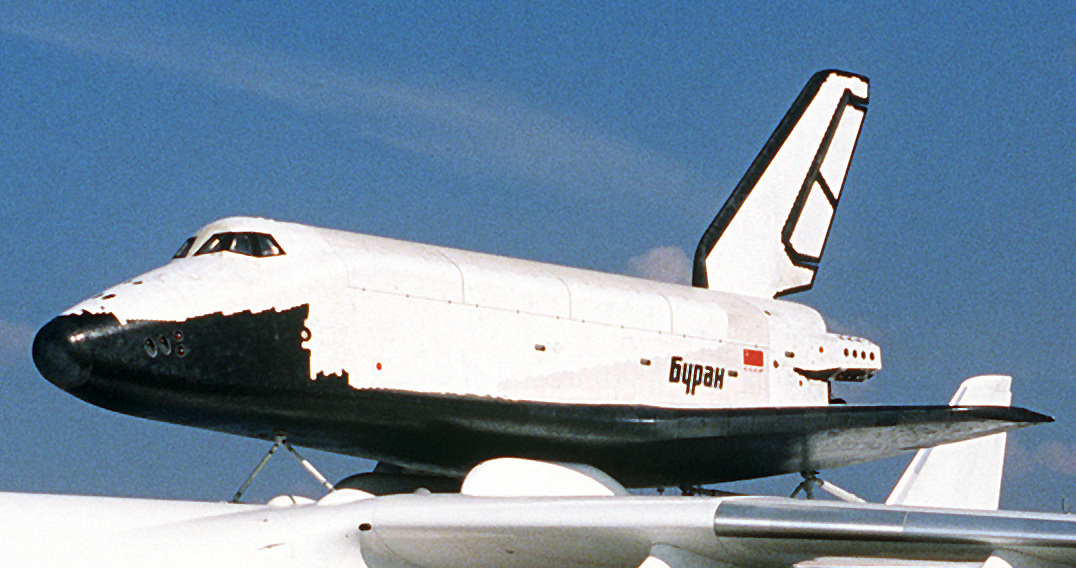
O veículo Buran foi lançado, orbitou a Terra e pousou de forma totalmente automatizada em 1988 (exibido aqui numa feira aérea).

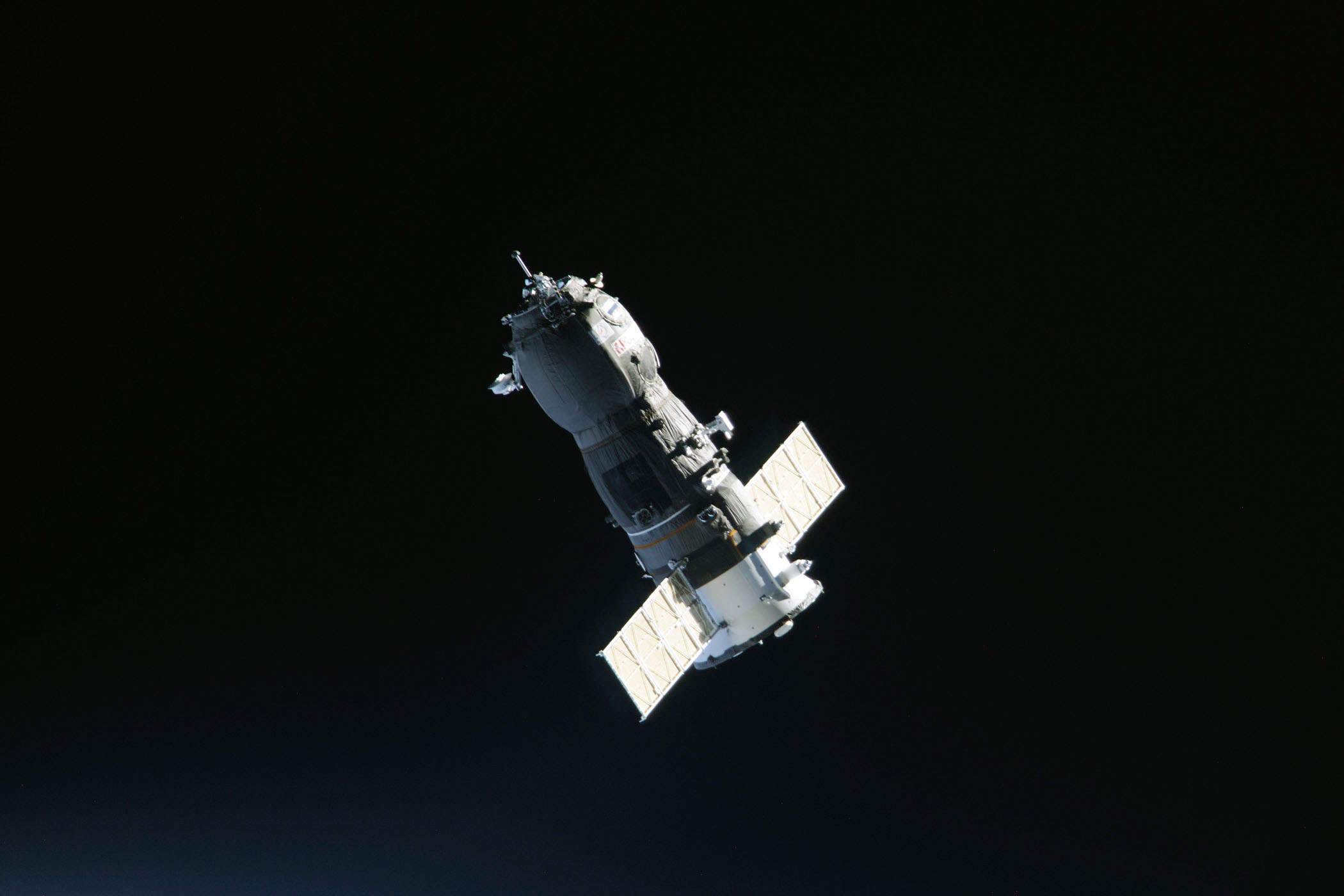
O veículo de ressuprimento não tripulado Progress M-06M.

Espaçonave não tripulada, é toda espaçonave sem seres humanos a bordo usada na exploração espacial.
Uma espaçonave não tripulada, pode conter níveis variados de interface humana, podendo ser controladas remotamente, ou mesmo atuar de forma autônoma pré programada. Muitas espaçonaves habitáveis possuem níveis variados de características robóticas. Por exemplo, as estações espaciais: Salyut 7, Mir, e o módulo Zarya da ISS, eram e são capazes de manobras comandadas remotamente para se manter em órbita, auxiliando no processo de acoplamento com outras espaçonaves.

## Categorias
As categorias mais comuns de espaçonaves não tripuladas são:
- Espaçonave robótica
- Espaçonave de reabastecimento não tripulada
- Sonda espacial
- Observatório espacial

Nem toda espaçonave não tripulada é uma espaçonave robótica. Por exemplo: uma esfera refletora é uma espaçonave não tripulada não robótica.

## Exemplos

### Sondas lunares
- Programa Luna — URSS - Exploração lunar (1959–1976).
- Programa Ranger — EUA - Sondas de impacto lunar (1961–1965).
- Programa Zond — URSS - Exploração lunar (1964–1970).
- Programa Surveyor — EUA - Sondas de pouso lunar suave (1966–1968).
- Programa Lunar Orbiter — EUA - Órbita lunar (1966–1967).
- Programa Lunokhod — URSS - Lunar Rovers (1970–1973).
- Muses-A mission (Hiten e Hagoromo) — Sondas japonesas lunares, órbita e impacto (1990–1993).
- Clementine — EUA - Órbita lunar (1998).
- Lunar Prospector — EUA - Órbita lunar (1998–1999).
- SMART-1 — Europa - Órbita lunar (2003).
- SELENE — Japão - Órbita lunar (2007).
- Chang'e 1 — China - Órbita lunar (2007).
- Chandrayaan-1 — Índia - Órbita lunar (2008).
- Lunar Reconnaissance Orbiter — EUA - Órbita lunar (2009).
- LCROSS — EUA - Sonda de impacto lunar (2009).
- Chang'e 2 — China - Órbita lunar (2010).
- Gravity Recovery and Interior Laboratory — EUA - Órbita lunar (2011)

### Sondas de Marte
- Programa Zond — URSS - Sonda de aproximação e passagem (falhou)
- Programa Marte — URSS - Órbitas e pousos
- Programa Viking — EUA - Duas sondas da NASA Órbita e pouso (1974)
- Programa Phobos — URSS - Órbita de Marte e pouso em Fobos (falhou)
- Mars Pathfinder — NASA - Pouso e rover (1997)
- Mars Surveyor 1998 (Mars Climate Orbiter e Mars Polar Lander) — Sondas da NASA (falharam)
- Mars Global Surveyor - NASA - Órbita
- Mars Odyssey — NASA - Órbita, atingiu Marte em 24 de Outubro de 2001
- Mars Observer — NASA Órbita (falhou)
- Mars Express and Beagle 2) — Europa Órbita e pouso, o pouso falhou (2003)
- Mars Exploration Rovers — NASA rovers (2004)
- Mars Reconnaissance Orbiter — NASA Órbita, entrou em órbita de Marte em 10 de Março de 2006
- Phoenix — NASA pouso, pousou em 25 de Maio de 2008
- Mars Science Laboratory — NASA rover, lançado em 26 de Novembro de 2011

### Sondas de Vênus
- Programa Vênera — URSS - Órbita e pouso (1961–1984)
- Projeto Pioneer Venus — EUA - Órbita e sonda atmosférica (1978)
- Programa Vega — URSS - missão para Vénus e o Cometa Halley (1984)
- Sonda Magellan — EUA - Órbita (1989)
- Venus Express — ESA - Sonda climática (2005)
- MESSENGER - EUA - Sonda de aproximação e passagem (2004)

### Sondas dos gigantes gasosos
- Programa Pioneer — EUA - Sonda de aproximação e passagem de Júpiter e Saturno
- Programa Voyager — EUA Sonda de aproximação e passagem de Júpiter, Saturno, Urano e Netuno, além de estudo do meio interestelar
- Sonda Galileu — EUA - Órbita e sonda atmosférica de Jupiter (terminou em 2003)
- Cassini-Huygens — EUA-ESA - Órbita de Saturno e pouso em Titã Huygens (1997–presente)

### Sondas de cometas e asteroides

9P/Tempel collides with Deep Impact's impactor

- International Cometary Explorer — NASA-ESA-ESRO - Passou pela cauda gazosa do cometa 21P/Giacobini-Zinner (1985)
- Sonda Giotto — ESA - Aproximação e passagem do cometa 1P/Halley (1986)
- Vega 1 & 2 — URSS - Aproximação e passagem do cometa 1P/Halley (1986)
- Sonda Sakigake — Japão - Aproximação e passagem do cometa 1P/Halley (1986)
- Sonda Suisei — Japão - Aproximação e passagem do cometa 1P/Halley (1986)
- NEAR Shoemaker — EUA - Órbita do asteroide 433 Eros, que mais tarde pousou na superfície do asteroide, lançado em 1996
- Deep Space 1 — EUA - Aproximação e passagem do cometa 19P/Borrelly, 1998–2000
- Sonda Stardust — EUA - Aproximação, passagem e coleta de amostra do cometa 81P/Wild, lançado em 1999, se aproximou e colheu amostras em 2004, retornou em 15 de Janeiro de 2006
- CONTOUR — EUA -  Aproximação e passagem dos cometas 2P, 73P e 6P); perdido devido a falha no Foguete de combustível sólido logo após o lançamento em 2002
- Sonda Hayabusa — Japão - Órbita, pouso e coleta de amostra de asteroide, lançado em 2003, retornou em 13 de Junho de 2010
- Sonda Rosetta — ESA - Órbita, pouso no cometa 67P/Churyumov-Gerasimenko (Philae); lançada em 2004
- Deep Impact — EUA Impacto no cometa 9P/Tempel 1, lançado em 2005
- Deep Impact/EPOXI — EUA - Aproximação e passagem do cometa 103P/Hartley (extensão da missão Deep Impact) — 2010
- Stardust/NExT — EUA - Aproximação e passagem do cometa 9P/Tempel 1 (extensão da missão Stardust) — 2011
- Sonda Dawn — EUA - lançado em 27 de Setembro de 2007 — em 2011 orbitou Vesta, e deve orbitar Ceres em 2015.

### Sondas de observação Solar
- Ulysses — NASA-ESA - Partículas Solares e campos (terminou em 2009)
- Genesis — NASA - Primeira missão de coleta e retorno de amostra de vento solar, 2001–2004 (falhou)
- Interstellar Boundary Explorer (IBEX) — NASA - lançada em 19 de Outubro de 2008.
- Advanced Composition Explorer — NASA - Observação de partículas solares e campos no ponto L1 entre a Terra e o Sol
- STEREO — NASA - Par de sondas em órbita solar efetuando observações do Sol em 3D
- SOHO — NASA-ESA - Observatório solar e da heliosfera no ponto L1 entre a Terra e o Sol

### Outras sondas do sistema solar
- Programa Zond — URSS - Aproximação e passagem da Lua, Vénus, e Marte
- Programa Mariner — EUA - Aproximação e passagem de Mercúrio, Vénus e Marte
- MESSENGER — EUA - Órbita de Mercúrio, lançado em 2004
- New Horizons — EUA - lançado em 19 de Janeiro de 2006 — Primeira sonda a visitar Plutão (em Julho 2015)